# August Wünsche
Karl August Wünsche,  född den 22 augusti 1838 i Hainewalde vid Zittau, död den 16 november 1913 i Dresden, var en tysk kristen talmudist. 
Wünsche blev 1869 gymnasielärare i Dresden. Bland Wünsches skrifter märks: Neue Beiträge zur Erläuterung der Evangelien aus Talmud und Midrasch (1878), Bibliotheca rabbinica: Sammlung alter Midraschim deutsch (12 band, 1880-84), Der Babylonische Talmud in seinen haggadischen Bestandteilen (översättning och kommentar, 2 band, 1886-89; ny upplaga 1894), Die jüdische Litteratur seit Abschluss des Kanons (tillsammans med Jakob Winter, 2 band, 1891-95), Die Freude in den Schriften des Alten Bundes (1896), Die Schönheit der Bibel (1905), Die Sagen vom Lebensbaum und Lebenswasser (1905), Die Bildersprache des Alten Testaments (1906), Aus Israels Lehrhallen. Kleinere Midraschim zum ersten Male übersetzt (5 band, 1907-10) och uppsatser i tidskrifter.